# Watch n' Learn
"Watch n' Learn" é uma canção da cantora barbadense Rihanna, gravada para o seu sexto álbum de estúdio Talk That Talk. Foi composta pela própria, juntamente com Priscilla Renea, Chauncey Hollis e Alja Jackson, sendo que a produção esteve a cargo de Hit-Boy. A sua gravação decorreu em 2011 no estúdio No. 4 Entertainment, em Los Angeles, na Califórnia. Mesmo sem ter sido lançada como single, devido às descargas digitais posteriores ao lançamento do disco, conseguiu entrar na tabela musical Gaon International Chart da Coreia do Sul.
Musicalmente, deriva dos géneros musicais dancehall e pop, com influências sonoras proeminentes no reggae. O seu arranjo musical é composto por vocais, sintetizadores, instrumento de percussão e bateria. A letra retrata uma história de uma mulher que ensina o seu parceiro como a amar de maneira certa, recorrendo a referências sexuais. Os críticos fizeram maioritariamente críticas positivas, sendo que muitos elogiaram a composição e som da obra, sendo que relacionaram-na com um dos trabalhos da cantora norte-americana Beyoncé.

## Antecedentes e desenvolvimento
Após o lançamento e aclamação do álbum anterior de Rihanna, Loud, a cantora revelou através da rede social Twitter que este seria relançado com novas músicas no outono de 2011, escrevendo que "a era Loud continuaria com novas canções para adicionar à coleção". Em setembro de 2011, a artista afirmou que os planos para o relançamento tinham sido cancelados, completando que o disco "tem o seu próprio corpo de trabalho, e como fizeram um enorme esforço merecem algo novo".
Em 15 de setembro de 2011, em resposta a um fã através do seu perfil no Twitter, a intérprete confirmou que as sessões de gravação estavam a decorrer e confidenciou que o álbum seria lançado no outono (hemisfério norte). "Watch n' Learn" não foi originalmente concebida para um artista em particular quando Hit-Boy começou a trabalhar nela. Durante uma entrevista com Jocelyn Vena da MTV News o responsável explicou o seguinte: "Estava em estúdio com esta incrível [compositora] Priscilla Renea, e estava à ponto de dizer-lhe para ir para casa, mas depois disse, 'Fica aqui e vê se consegues ter uma ideia para esta [a música]'". Renea tinha trabalhado anteriormente com Rihanna em 2010 para o single "California King Bed". Chauncey Hollis, nome de nascimento do produtor, explicou mais tarde, que na altura que deixou o estúdio e chegou a casa, Priscilla já tinha concebido uma ideia e definido um conceito para a canção. Eventualmente, satisfeito com o produto final, enviou a música para Rihanna, que segundo a sua equipa, "ficou maluca quando ouviu" e quis de imediato gravar para incluir no seu sexto disco de originais, Talk That Talk.
Nessa mesma conversa com Vena para o canal de música, Hollis explicou o título do tema: "Chama-se 'Watch n' Learn', e as pessoas vão perceber sobre o que é quando for editada. É um registo muito sensual, mas muito divertido. [Tem] grandes melodias; é cativante; a batida fica na cabeça. Existem tantos elementos diferentes nele". Quando perguntado pela satisfação com os vocais da artista barbadense, afirmou o seguinte: "Ela arrasou vocalmente. Eu estava no estúdio na semana passada a ouvir uma mistura dela [canção], e meu, ela arrasou. Sinto que, realmente, esta música vai ser grande. Estou muito animado".

## Estilo musical e letra
"Watch n' Learn" é uma canção de tempo moderado que deriva do género dancehall e pop, com influências sonoras proeminentes no reggae, e produção do norte-americano Hit-Boy. A sua gravação decorreu em 2011 nos estúdios No. 4 Entertainment, em Los Angeles, na Califórnia. A sua composição foi construída através de vocais, sintetizadores, instrumento de percussão e bateria, sendo que o seu arranjo foi concebido no hotel Sofitel em Paris. Kuk Harrell e Marcos Tovar estiveram a cargo da gravação e arranjos vocais, e o último também tratou da mistura. Jennifer Rosales e TT foram creditados como assistentes de todo o processo.
Melissa Maerz da revista Entertainment Weekly comparou o uso de certo tipo de instrumentos ao tema de 1983, "Buffalo Soldier", por Bob Marley. Jason Lipshutz da Billboard elogiou o balanço entre os sintetizadores e os instrumento de percussão, considerando-o "tenso e envolvente". Edward Keeble da publicação on-line Gigwise sublinhou que a canção possui semelhanças em relação à sonoridade da banda de R&B e hip-hop norte-americana TLC, referindo que soa também como "um regresso" ao trabalho do grupo de synthpop Art of Noise. Maz Halima da Flavour Magazine assinalou que a batida soava "futurista" e que relembrava uma nova versão de obras do rapper Kanye West.
Liricamente, retrata uma história de uma mulher que ensina o seu parceiro como a amar de maneira certa, recorrendo a referências sexuais. Jocelyn Vena da MTV News comentou que o conteúdo lírico era "atrevido", mas a sua melodia suave era suficiente para nos esquecermos de "uma faixa que é um pouco obscena na realidade". Chris Coplan do portal Consequence of Sound afirmou que durante a interpretação da letra, Rihanna é orgulhosa e sexual, sendo que a sua confiança vem de outro lugar. Segundo alguns analistas, a artista revela as suas fantasias sexuais através da seguinte passagem: "Eu vou fazê-lo, fazê-lo, fazê-lo / Na cama, no chão, no sofá / Apenas porque os teus lábios dizem para o meter na boca / Só porque eu não te posso beijar de volta / Não significa que não possas beijar isso", que foram descritos como "indecentes" por Brad Wete da Complex. À medida que a obra continua, os críticos realçaram a falta de "subtileza" da cantora ao introduzir o seu parceiro com as linhas "É a tua vez agora / Vê e aprende agora / Vê e aprende agora / Se aprenderes como fazer / Eu fico", sendo que a sua forma de expressão no projeto inteiro foi comparada à do disco Erotica de 1992 por Madonna e adjetivando como a mais "vil" desde então.

## Receção pela crítica

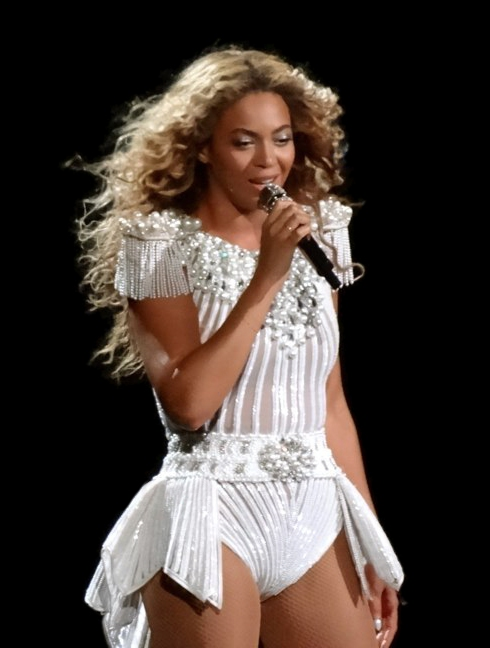
Jon Caramanica do The New York Times relacionou "Watch n' Learn" com a canção "Party" da cantora Beyoncé Knowles (foto).

As críticas após o lançamento da faixa foram geralmente positivas. Matthew Horton do Virgin Media designou-a como um tema de "disco tribal maravilhosamente ensolarado" com uma temática sobre sexo oral. Numa análise a Talk That Talk, Mesfin Fekadu do jornal The Boston Globe, afirmou que Rihanna é "atrevida" no seu novo álbum e que funciona, sendo que em relação especificamente à música, adjetivou-a como "divertida" e comentou que a cantora está a ensinar como o seu homem deve agir na cama. Maz Halima da Flavour Magazine nomeou-a como sua favorita em todo o disco em conjunto com "Cockiness (Love It)" e "You Da One". Hallima considerou que a melodia "tem o som de assinatura de Rihanna" e escreveu que gostou realmente "do contraste entre o ritmo de luz e a sua voz rouca, pura e cativante". Randal Roberts do Los Angeles Times sublinhou que a artista "desfia as suas intenções carnais de uma forma impressionante, embora não totalmente franca". Chris Coplan do sítio Consequence of Sound definiu a obra como sendo um "congestionamento de reggae", concluindo que a artista "sem carradas de ajuda facilmente identificável ou um monte de truques muito saturados, é ainda uma maravilha".
Julianne Shepherd da revista Spin afirmou que "Watch n' Learn" é "um jogo no qual há apenas uma pequena chance de vencer; mas ela [Rihanna] adoraria que tivesse tentado". Andy Kellman da Allmusic comentou que a faixa era a melhor de todo o álbum, elogiando a produção de Hit-Boy e acrescentando que é mais "única" que o seu trabalho em "Niggas in Paris" de Jay-Z e Kanye West. Giovanny Caquais do portal CultureBlues concluiu que o trabalho "afasta-se" do estilo techno e das influências de David Guetta que, segundo o crítico, no álbum existe um "afogamento" nelas. Caquais afirmou que pensava ainda que "as mulheres atrevidas vão adorar cantar [a música] nos seus carros". Chelsea Lewis do The Celebrity Cafe considerou que a artista faz uma declaração ao longo da letra, assumindo a sua independência enquanto mulher na indústria musical. Cameron Adams do Herald Sun, em comparação com outros registos de cariz sexual no disco, concluiu que esta era "pelo menos instrutiva", enquanto que Jon Caramanica do periódico The New York Times relacionou a música com "Party" de Beyoncé. Contudo, Caramanica concluiu que, embora dê uma "boa sensação na boca, não tem gosto".

## Desempenho nas tabelas musicais
Após o lançamento de Talk That Talk, "Watch n' Learn" atingiu a 89.ª posição como melhor na Gaon International Chart da Coreia do Sul, com um número de vendas avaliado em 6,049 mil descargas digitais.

### Posições
| Tabela musical (2011)                    | Melhor posição |
| ---------------------------------------- | -------------- |
| Coreia do Sul - Gaon International Chart | 89             |

## Créditos
Todo o processo de elaboração da canção atribui os seguintes créditos pessoais:
- Rihanna – vocalista principal, composição;
- Priscilla Renea - composição;
- Chauncey Hollis (Hit-Boy) - composição, produção;
- Alja Jackson - composição;
- Kuk Harrell - produção e gravação vocal;
- Marcos Tovar - gravação vocal, mistura;
- TT, Jennifer Rosales - assistência de gravação vocal.